# Noam David Elkies
Noam David Elkies, ameriški matematik in šahovski velemojster, 25. avgust 1966, New York, ZDA.
Elkies je pri svojih štirinajstih letih prejel zlato medaljo za popolni rezultat na Mednarodni matematični olimpijadi, doslej najmlajši, ki jo je prejel. Leta 1982 je končal Gimnazijo Stuyvesant v New Yorku. Vpisal se je na Univerzo Columbia, kjer je s 16-timi leti zmagal na Putnamovem tekmovanju. Po diplomi je z 20-timi leti doktoriral na Univerzi Harvad pod mentorstvom Benedicta Grossa in Barryja Mazurja
V letu 1987 je dokazal da je eliptična krivulja v racionalnem supersingularna pri neskončno mnogo praštevilih. Leta 1988 je našel protiprimer za Eulerjevo domnevo za vsoto potenc četrte stopnje.